# Hespèrion XXI
Hespèrion XXI es un grupo internacional que interpreta música antigua. Fue formado en Basilea, en 1974, por su director Jordi Savall (instrumentos de cuerda con arco), Montserrat Figueras (vocalista), Lorenzo Alpert (flautista, percusionista) y Hopkinson Smith (instrumentos de cuerda punteados). Inicialmente fue llamado Hespèrion XX, pero a partir de 2000, el grupo pasó a denominarse Hespèrion XXI.
El origen del nombre del conjunto se remonta a que en la antigüedad se denominaba Hesperia a las dos penínsulas más occidentales de Europa: la Itálica y la Ibérica. En griego antiguo Hesperio significaba “originario de una de estas dos penínsulas”, y también era el nombre que se daba al planeta Venus cuando aparecía en occidente por la noche.

## Premios
- Grand Prix de l'académie du Disque Français
- Edison-Preis Amsterdam
- Grand Prize of the Charles Cros Academy of France
- Grand Prize of the Japanese Recording Academy
- Cannes Classic Award
- Diapason d'Or
- Grand Prix FNAC
- Giorgio Gini Foundation Prize

## Discografía
Las grabaciones que vienen a continuación se han ordenado por la fecha en la que fueron publicadas por primera vez, pero se han puesto las ediciones más modernas que se pueden encontrar actualmente en CD. En los casos en los que no exista edición en CD, se informa de la correspondiente edición en vinilo. Algunos de los discos sólo se encuentran actualmente en formato CD en alguna de las cajas de recopilaciones.

### Álbumes originales

#### Álbumes como "Hespèrion XX"
- 1976 – Weltliche Musik im Christlichen und Jüdischen Spanien (1450-1550).  Reeditado en CD con el nombre: Music from christian & jewish Spain. Virgin Veritas 5615912 (2 CD). (Los dos discos se llaman: Court Music and Songs from the Age of the Discoverers 1492-1553 y Sephardic Romances from the Age before the Expulsion of the Jews from Spain 1492)
- 1977 – Canciones y Danzas de España. Lieder und Tänze der Cervantes-Zeit (1547-1616). EMI Reflexe 7 63145 2.
- 1978 – Musicque de Ioye. Astrée (Naïve) "Musica Gallica" ES 9966.
- 1978 – Cansós de Trobairitz. Virgin Veritas 61310.
- 1978 – El Barroco Español. Tonos humanos & Instrumental music c.1640-1700. Virgin Veritas 61346.
- 1978 – Scheidt: Ludi Musici (Prima Pars). Paduana, galliarda, couranta, alemande, intrada, canzonetto ... EMI Reflexe CDM 7 63067 2.
- 1979 – Llibre Vermell de Montserrat. Virgin Veritas 5611742.
- 1979 – Gabrieli / Guami.[1] Canzoni da sonare à 4, 5, 6, 7, 8 ed 10 voci con B.c. EMI Reflexe CDM 7 63141-2.
- 1980 – Lassus: Sacræ cantiones. Con el Collegium vocale y miembros del Knabenchor Hannover. Musique en Wallonie MWH 1002 (LP).
- 1982 – Battaglie e lamenti - Schlacht und Klage. DG Archiv 2533 468 (LP).
- 1983 – XXIII Fantasies par Eustache du Caurroy. Astrée (Naïve) "Musica Gallica" ES 9931.
- 1983 – Couperin: Les Nations (1726). Astrée (Naïve) "Musica Gallica" ES 9956 (2 CD).
- 1983 – Brade:[2] Hamburger Ratsmusik um 1600. Intraden, Paduanen und Galliarden. Deutsche Harmonia Mundi 77476 (2 CD).
- 1984 – Viva rey Ferrando. Renaissance music from the Neapolitan Court, 1442-1556. Virgin Veritas 5 61222 2 2.
- 1985 – Hume: Poeticall musicke. Con Paul Hillier. Deutsche Harmonia Mundi (BMG) "Baroque Esprit" 77847.
- 1986 – Couperin: Les Apothéoses (1724/25). Concert instrumental sous le titre d'Apothéose composé à la mémoire immortelle de l'incomparable M. de Lully. Astrée (Naïve) "Musica Gallica" ES 9947.
- 1986 – J.S. Bach: Die Kunst der Fuge. Alia Vox AV 9818 A+B (2 CD), AVSA 9818 A+B (SACD).
- 1986 – Cabezón: Instrumental works. . Edición actual en CD: recopilación España antigua, Jordi Savall. Music in Europe 1550-1650 o Music for the Spanish Kings.
- 1986 – Schein: Banchetto musicale. Virgin Veritas CDM 7243 5 61399 2 3.
- 1987 – Ensaladas. Flecha, Heredia, Arauxo. Con Studio musicae Valencia. Astrée (Naïve) "Música Ibérica" ES 9961.
- 1987 – Hammerschmidt: Vier Suiten aus "Erster Fleiss". Ars Musici 1170.
- 1988 – Dowland: Lachrimæ or Seven Teares 1604. Astrée (Naïve) "Musica Britannica" ES 9949.
- 1988 – Enzina: Romances & Villancicos, Salamanca, 1496. Astrée (Naïve) "Música Ibérica" ES 9925.
- 1989 – Tye: Lawdes Deo. Astrée (Naïve) "Musica Britannica" ES 9939.
- 1989 – Rosenmüller: Sonate da Camera & Sinfonie, 1654-1682. Astrée (Naïve) "Musica Germanica" ES 9979.
- 1990 – Jenkins: Consort Music for Viols in six parts. Astrée (Naïve) "Musica Britannica" ES 9962.
- 1991 – Lope de Vega: Intermedios del Barroco Hispánico. Astrée (Auvidis) E 8729.
- 1992 – El Cancionero de Palacio, 1474-1516. Música en la corte de los Reyes Católicos. Astrée (Naïve) "Música Ibérica" ES 9943.
- 1992 – El Cancionero de la Colombina, 1451-1506. Música en el tiempo de Cristóbal Colón. Astrée (Naïve) "Música Ibérica" ES 9954.
- 1992 – El Cancionero de Medinaceli, 1516-1556. Música en el tiempo de Carlos V. Astrée (Naïve) "Música Ibérica" ES 9973.
- 1992 – Morales: Officium Defunctorum. Missa Pro Defunctis. Con La Capella Reial de Catalunya. Astrée (Naïve) "Música Ibérica" ES 9926.
- 1992 – Guerrero: Sacrae Cantiones. Con La Capella Reial de Catalunya. Astrée (Naïve) "Música Ibérica" ES 9953.
- 1992 – Victoria: Cantica Beatae Virginis. Con La Capella Reial de Catalunya. Astrée (Naïve) "Música Ibérica" ES 9975 .
- 1993 – Alfonso X El Sabio: Cantigas de Santa María. Strela do dia. Con La Capella Reial de Catalunya. Astrée (Naïve) "Música Ibérica" ES 9940.
- 1994 – Folias & Canarios. Astrée (Naïve) "Música Ibérica" ES 9974.
- 1994 – Locke: Consort of Fower Parts. Astrée (Naïve) "Musica Britannica" ES 9921.
- 1994 – Jeanne la Pucelle.[3] Música de cine.[4] Con La Capella Reial de Catalunya. Astrée (Naïve) "Musica Gallica" ES 9938.
- 1994 – Festival de Musique ancienne de Saintes, 1972-1991. Vingt figures rhétoriques d'une passion. Con otros grupos. K617 016.
- 1995 – Purcell: Fantasias for the Viols (1680). Alia Vox AVSA 9859 (SACD-H).
- 1997 – Scheidt: Ludi Musici, Hamburg, 1621. Astré (Naïve) "Musica Germanica" ES 9980.
- 1998 – Cabanilles, 1644-1712. Batalles, Tientos & Passacalles. Alia Vox AV 9801.
- 1998 – Elizabethan Consort Music, 1558-1603. Alberti, Parsons, Strogers,[5] Taverner, White, Woodcock,[6] Anonymes. Alia Vox AV 9804.

##### Álbumes junto con otros grupos
- 1996 – Resonanzen '96. Musik aus den Habsburgerlanden. ORF "Edition Alte Musik" CD 091 (2 CD).

#### Álbumes como "Hespèrion XXI"
- 1999 – Diáspora Sefardí. Romances & Música instrumental. Alia Vox AV 9809 A+B (2 CD).
- 2000 – Holborne: The teares of the Muses. Elizabethan Consort Music, Vol. II. Alia Vox AV 9813.
- 2000 – Carlos V. Mille Regretz: La Canción del Emperador. Con La Capella Reial de Catalunya. Alia Vox AV 9814 (CD), AVSA 9814 (SACD-H).
- 2000 – Battaglie & Lamenti (1600-1660). Monteverdi, Peri, Fontei, Strozzi. Parte del material estaba publicado previamente. Alia Vox AV 9815.

- 2001 – Ostinato. Falconiero, Marini, Merula, Ortiz, Pachelbel, Purcell, Rossi, Valente & Anonimi. Alia Vox AV 9820.
- 2002 – William Lawes: Consort Sets in Five & Six parts. Alia Vox AV 9823 A+B (2 CD).
- 2002 – Ninna Nanna 1500-2002. Berceuses, Lullabies, Nanas, Wiegenlieder. Alia Vox AV 9826.
- 2003 – Alfonso Ferrabosco, the Younger:[7] Consort Music to the Viols in 4, 5 & 6 parts. Alia Vox AV 9832.
- 2003 – Villancicos y Danzas Criollas. De la Iberia Antigua al Nuevo Mundo, 1559-1759. Con La Capella Reial de Catalunya. Alia Vox AV 9834.
- 2004 – Isabel I, Reina de Castilla (Músicas Reales, vol. III). Luces y sombras en el tiempo de la primera gran Reina del Renacimiento 1451-1504. Con La Capella Reial de Catalunya. Alia Vox AV 9838 (CD), AVSA 9838 (SACD-H).
- 2005 – Altre Follie 1500-1750. Albicastro, Cabanilles, Cabezón, Corbetta, Corelli, Falconiero, Piccinini, Sanz, Bernardo Storace, Vivaldi & Anon. Alia Vox AV 9844 (CD), AVSA 9844 (SACD-H).
- 2005 – Don Quijote de la Mancha. Romances[8] y Músicas. Con La Capella Reial de Catalunya. Alia Vox AVSA 9843 A+B (2 SACD-H).
- 2006 – Orient - Occident. Alia Vox AV 9848 (CD), AVSA 9848 (SACD-H).
- 2006 – Christophorus Columbus. Paraísos Perdidos'. Con La Capella Reial de Catalunya. Alia Vox AVSA 9850 (SACD-H).
- 2007 – Lachrimæ Caravaggio. Música de Jordi Savall con textos de Dominique Fernandez. Con Le Concert des Nations. Alia Vox AV 9852, AVSA 9852 (SACD-H).
- 2007 – Francesco Javier (1506-1553): La Ruta de Oriente. Con La Capella Reial de Catalunya. Alia Vox AV 9856 A+B (2 SACD-H).
- 2008 – Estampies & Danses Royales. Le Manuscrit du Roi[9] ca. 1270-1320. Alia Vox AV 9857 (CD), AVSA 9857 (SACD-H).
- 2008 – Jérusalem. La ville des deux Paix: La Paix céleste et la Paix terrestre. Con La Capella Reial de Catalunya y Al-Darwish. Alia Vox AVSA 9863 (2 SACD-H).
- 2009 – Istanbul, Dimitrie Cantemir (1673-1723). Le livre de la Science de la Musique et la tradition musicale Séfarade et Arménienne. Con Kudsi Erguner y otros artistas invitados. Alia Vox AVSA 9870 (SACD-H).
- 2009 – Le Royaume oublié. La Tragédie Cathare. Con La Capella Reial de Catalunya y otros artistas invitados. Alia Vox AVSA 9873 A/C (3 SACD-H + libro).
- 2010 – El Nuevo mundo. Folías Criollas. Con La Capella Reial de Catalunya y Tembembe Ensamble Continuo. Alia Vox AVSA 9876 (SACD-H).

##### Álbumes junto con otros grupos
- 2000 – Resonanzen 2000. Vox populi, Vox Dei. ORF "Edition Alte Musik" CD 252 (3 CD).
- 2001 – Resonanzen 2001. Viva España! ORF "Edition Alte Musik" CD 281 (3 CD + CD (dts)).
- 2002 – Fès: Festival des musiques sacrées du monde. Une âme pour la mondialisation. Con Rolf Lislevand y Pedro Estevan. Chant du Monde 5741159 / 160 (2 CD).
- 2004 – ResOnanzen 2004. Traum und Wirklichkeit.[10] ORF "Edition Alte Musik" CD 372 (2 SACD-H).
- 2005 – ResOnanzen 2005. Metropolen.[11] ORF "Edition Alte Musik" CD 417 (4 SACD-H + Bonus CD).

### Álbumes recopilatorios y cajas de discos

#### Álbumes recopilatorios
Los álbumes recopilatorios de Hespèrion XX / Hespèrion XXI, en solitario o acompañados por otras grabaciones de los grupos de Jordi Savall (La Capella Reial de Catalunya, Le Concert des Nations), Montserrat Figueras, etc. son los siguientes:
- 1992 – España. Anthologie de la Musique espagnole. Astrée (Auvidis) E 850.
- 1994 – Vingt ans. Hespèrion XX. Astrée (Auvidis) E 8522.
- 1994 – Espagna Antigua. Popular Spanish Music. Virgin  61179.
- 1996 – Vox Æterna. Fontalis (Auvidis) "XIème siècle - XVIIIème siècle" ES 9902.
- 1996 – Montserrat Figueras. La Voix de l'Émotion. Fontalis (Auvidis) "Portrait" ES 9901.
- 1997 – Moyen Âge & Renaissance. Fontalis (Auvidis) "Portrait" ES 9904.
- 1997 – Offertorium. Fontalis (Auvidis) "Portrait" ES 9906.
- 1997 – Meslanges royaux au temps de Louis XII et Louis XIV. Fontalis (Auvidis) "Musica Gallica" ES 9914.
- 1998 – Ars Musicae. Fontalis (Auvidis) "Portrait" ES 9910 (2 CD).
- 2001 – Harmonie universelle.[12] Alia Vox AV 9810.
- 2003 – Entremeses del Siglo de Oro. Lope de Vega y su tiempo: 1550-1650. Alia Vox AVSA 9831 (SACD-H).
- 2004 – Harmonie universelle II. Alia Vox AV 9839.
- 2006 – Metamorphoses Fidei. Alia Vox AV 9849.
- 2007 – Ludi Musici. The Spirit of Dance, L'Esprit de la Danse. Alia Vox AV 9853.
- 2008 – La Barcha D'Amore. 1563-1685. Alia Vox AV 9811.
- 2008 – Invocation à la nuit. Musica Notturna. Alia Vox AV 9861.
- 2009 – Ministriles Reales. Música instrumental de los Siglos de Oro. Del Renacimiento al Barroco 1450-1690. Alia Vox AVSA 9864 A+B (2 SACD-H).
- 2009 – Maestros del Siglo de Oro. Cristóbal de Morales, Francisco Guerrero, Tomás Luis de Victoria. Alia Vox AVSA 9867 (SACD-H)

#### Álbumes recopilatorios junto con otros grupos
Los álbumes recopilatorios de La Capella Reial de Catalunya en los que además intervienen otros grupos ajenos a los citados anteriormente son:
- 1988 – Astrée Auvidis: un autre regard sur la musique. Astrée (Auvidis) E 769.
- 1996 – Religions du monde. Musiques et chants: catholicisme, islam, protestantisme.... Tempo (Auvidis) A 6232.
- 1999 – Shakespeare et la Musique Anglaise. Naïve (Auvidis) "Special" AS 1 29002.
- 2006 – Music from the time of the Crusades (1096-1270). Virgin Classics 0946 3 56902 2 4 (2 CD), 41325 (2 CD - USA).

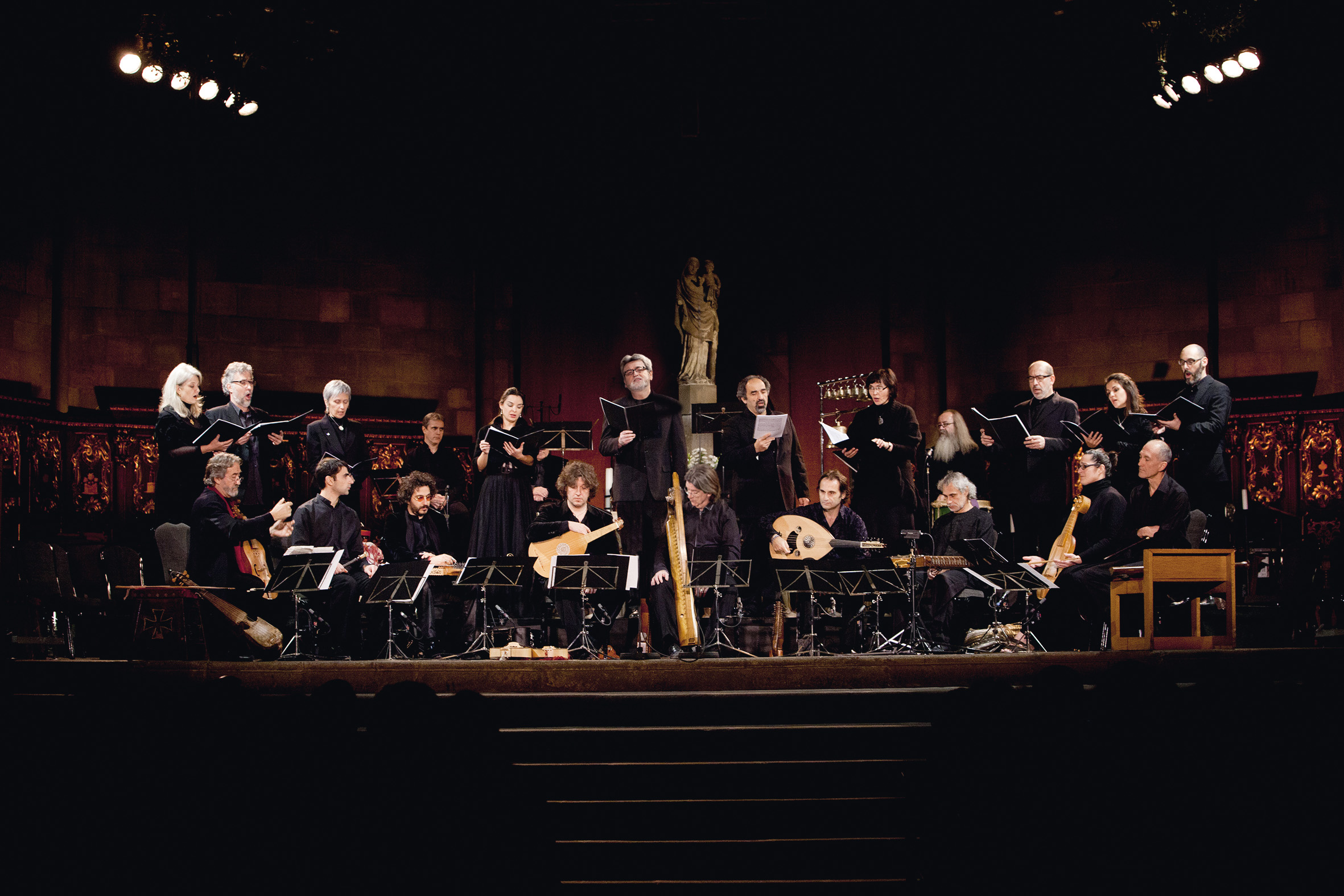
Foto del 25 de noviembre del 2013: la Capella Reial de Catalunya y Hespèrion XXI durante la grabación de la música del Llibre Vermell de Montserrat.

#### Cajas de discos
- 1978 – Reflexe Vol. 7. Stationen Europäischer Musik. EMI Reflexe 7243 8 26508 2 9 (6 CD). . Es una caja de 6 CD que incluye 3 álbumes en los que interviene Hespèrion XX:
  - 1978 – Cansós de Trobairitz.
  - 1978 – El Barroco Español. Tonos humanos & Instrumental music c. 1640-1700.
  - 1978 – Scheidt: Ludi Musici (Prima Pars).
- 1992 – España XVe-XXe. Six siècles de musique espagnole. Astrée (Auvidis) E 8600 (7 CD). . Es una caja de 7 CD que incluye 2 álbumes en los que interviene Hespèrion XX:
  - 1992 – El Cancionero de la Colombina, 1451-1506.
  - 1992 – España. Anthologie de la Musique espagnole. (Recopilatorio)
- 1998 – Portraits. Fontalis (Auvidis) "Portrait" ES 9918 (6 CD). . Es una caja de 6 CD que incluye 4 álbumes recopilatorios en los que interviene Hespèrion XX: 
  - 1996 – Montserrat Figueras. La Voix de l'Émotion.
  - 1997 – Moyen Âge & Renaissance.
  - 1997 – Offertorium.
  - 1998 – Ars Musicae.
- 1998 – Música Sacra (Maestros del Siglo de Oro). Alia Vox AVSA 9867 (3 CD). . Es una caja de 3 CD que incluye los siguientes álbumes:
  - 1992 – Morales: Officium Defunctorum, Missa Pro Defunctis.
  - 1992 – Guerrero: Sacrae Cantiones.
  - 1992 – Victoria: Cantica Beatae Virginis.
- 1998 – La Bomba.[13] Música en la Corte de España. Fontalis (Auvidis) ES 9917 (3 CD). Es una caja de 3 CD que incluye un álbum en el que interviene Hespèrion XX:
  - 1987 – Ensaladas
- 2000 – Reflexe Vol. 8. Stationen Europäischer Musik. EMI Reflexe 7243 8 26515 (6 CD). . Es una caja de 6 CD que incluye 2 álbumes en los que interviene Hespèrion XX:
  - 1979 – Llibre Vermell de Montserrat.
  - 1979 – Gabrieli / Guami: Canzoni da sonare.
- 2001 – España Antigua. Virgin 7243 5 61 964 2 1 (8 CD). . Es una caja de 8 CD con las siguientes grabaciones: 
  - 1976 – Weltliche Musik im Christlichen und Jüdischen Spanien (1450-1550) (2 CD). Aquí denominados: Court Music and Songs from the Age of the Discoverers 1492-1553 y Sephardic Romances from the Age before the Expulsion of the Jews from Spain 1492.
  - 1977 – Canciones y Danzas de España.
  - 1978 – Cansós de Trobairitz.
  - 1978 – El Barroco Español. Tonos humanos & Instrumental music c.1640-1700.
  - 1979 – Llibre Vermell de Montserrat
  - 1984 – Viva rey Ferrando. Aquí denominado: Renaissance music from the Neapolitan Court, 1442-1556.
  - 1986 – Cabezón: Instrumental works.
- 2001 – Music for the Spanish Kings. Virgin Veritas 7243 5 61875 2 8 (2 CD). . Es una caja de 2 CD con las siguientes grabaciones: 
  - 1984 – Viva rey Ferrando. Aquí denominado: Renaissance music from the Neapolitan Court, 1442-1556.
  - 1986 – Cabezón: Instrumental works.
- 2001 – Bach's Testament. Alia Vox AV 9819 A/C (3 CD). . Es una caja de 3 CD que incluye un álbum en el que interviene Hespèrion XX:
  - 1986 – J.S. Bach: Die Kunst der Fuge.
- 2002 – A Musical Banquet. Schein, Scheidt, Gabrieli. Virgin Veritas 7243 5 62 028 2 5 (2 CD). . Caja con las grabaciones: 
  - 1978 – Scheidt: Ludi Musici (Prima Pars).
  - 1979 – Gabrieli / Guami: Canzoni da sonare.
- 2003 – Pieces for the viols. Astrée (Naïve) "Musica Britannica" ES 9986 (5 CD). . Es una caja de 5 CD que incluye 4 álbumes en los que interviene Hespèrion XX:
  - 1988 – Dowland: Lachrimae or Seven Teares (1604).
  - 1989 – Tye: Lawdes Deo, Complete Consort Musicke.
  - 1994 – Locke: Consort of Fower Parts.
  - 1995 – Purcell: Fantasias for the Viols (1680).
- 2004 – Jordi Savall. Music in Europe 1550-1650. Virgin Classics 7243 4 82025 2 9 (5 CD). . Caja con 5 CD con las grabaciones:
  - 1977 – Canciones y Danzas de España.
  - 1978 – Scheidt: Ludi Musici (Prima Pars).
  - 1979 – Gabrieli / Guami: Canzoni da sonare.
  - 1986 – Cabezón: Instrumental works.
  - 1986 – Schein: Banchetto musicale.
- 2005 – Música Ibérica. Astrée (Naïve) "Música Ibérica" ES 998 (5 CD). . Es una caja de 5 CD que incluye 2 álbumes en los que interviene Hespèrion XX:
  - 1992 – El Cancionero de Palacio, 1474-1516.
  - 1993 – Alfonso X El Sabio: Cantigas de Santa María.
- 2005 – Renaissance. Astrée (Naïve) E 8871 (4 CD). . Es una caja de 4 CD que incluye un álbum en el que interviene Hespèrion XX:
  - 1978 – Mvsicqve de Ioye.

## Galería

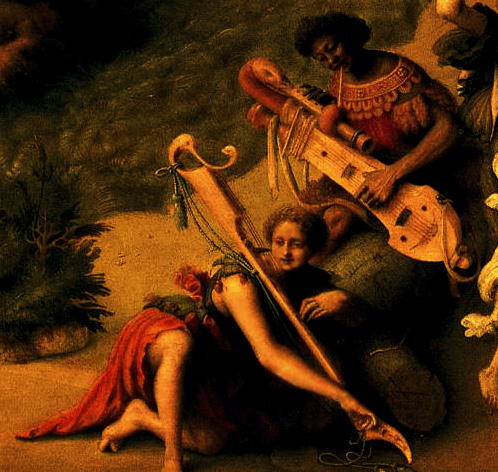
"Andromeda liberata da Perseo" (Piero di Cosimo). Detalle empleado en la portada de "Ostinato".
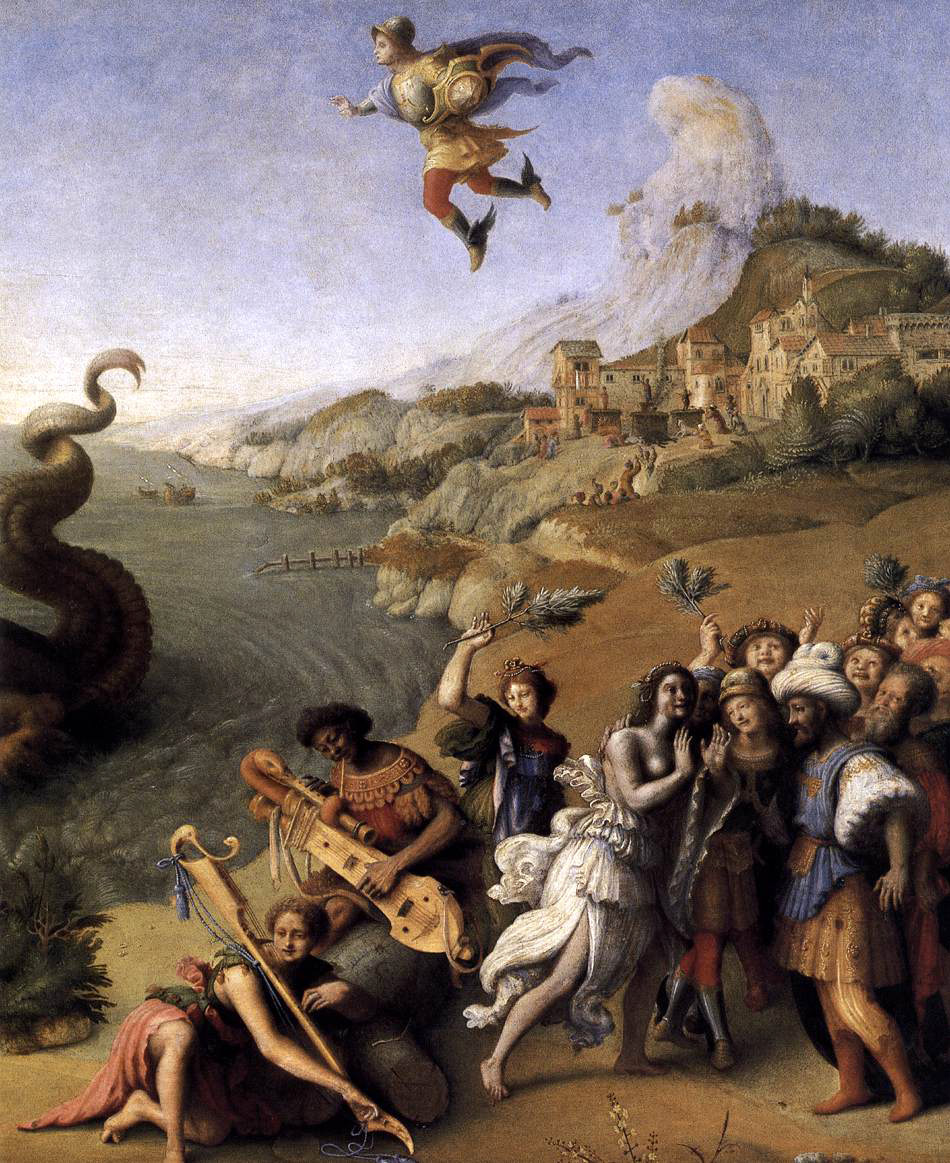
"Andromeda liberata da Perseo".